# Prodanelli

Lo stemma dei Prodanelli

Prodanelli (nelle fonti anche Prodanello o Prodaneli, in croato Prodanelić, o Prodančić) fu una famiglia nobile della Repubblica di Ragusa.

## Storia
I Prodanelli provennero a Ragusa da Zara, venendo ammessi fra le famiglie nobili nel 1112. Come tutte le casate, si divisero in vari rami che, a loro volta, assunsero dei soprannomi: un ramo dei Prodanelli che ebbe una certa importanza fra la fine del Duecento e la prima metà del Quattrocento fu quello dei Bausella (nelle fonti anche Bauxella, Baugella o Bauchella, in croato Bavželić o Bavčilić).
Fra il 1440 e il 1640 i Prodanelli contarono 24 membri del Maggior Consiglio, pari al 1,09% sul totale. In questi duecento anni, ottennero anche 20 cariche senatoriali (0,61%), 20 volte la qualifica di Rettore della Repubblica (0,84%), 20 membri del Minor Consiglio (0,92%) e 10 Guardiani della Giustizia (1,22%).
La famiglia risulta estinta alla fine del XVIII secolo.

## Personalità notabili (in ordine cronologico)
- Marino Prodanelli (XVI secolo) - Uomo d'armi, prestò servizio per la casata di Spagna, comandando il galeone San Nicolò nell'Invincibile Armada. La nave venne affondata nel 1588, al largo delle coste irlandesi.